# السمهودي
الشريف الامام نور الدين أبو الحسن علي بن عبد الله بن أحمد بن علي الحسني السمهودي ، (844هـ ـ 911هـ)، من أشهر المؤلفين الذين كتبوا عن المدينة المنورة وتاريخها، حيث اهتم في كتابه وفاء الوفا بأخبار دار المصطفى اهتماماً كبيراً بوصف معالم المدينة سواء المعالم الموجودة في زمانه أو المعالم الي ذكرها من سبقوه، فكتب عنها كتابة شاهد عيان ووصفها بدقة كما كتب عن المعالم التي زالت فحاول أن يتتبع آثارها ونقل عمن كتب عنها. مثل المساجد التي صلى فيها رسول الله ﷺ ولم تعد قائمة. كما كتب عن الأحداث التاريخية، وركز على التاريخ القديم فنقل الروايات المختلفة عن تأسيس يثرب والقبائل التي استوطنتها وسرد أخبارهم في الجاهلية كما سرد أخبار المدينة في العهد النبوي. ولم يهتم بتاريخ المدينة بعد ذلك ما عدا أحداث قليلة متفرقة هي البركان الذي انفجر في حرة واقم سنة 654 هـ، والحريق الذي شب في المسجد النبوي سنة 654 هـ وسنة 886 هـ حتى الأحداث التي وقعت في فترة إقامته في المدينة المنورة لم يؤرخ لها سوى حريق 886 هـ.

## نسبه
نور الدين أبو الحسن علي بن عبد الله بن أحمد بن علي الحسني السمهودي ، قال صاحب كتاب المنتقى في اعقاب الحسن المجتبى : هو نور الدين أبي الحسن علي بن القاضي عفيف الدين عبد الله بن أحمد بن علي بن عيسى بن محمد بن عيسى بن محمد بن عيسى بن جلال الدين أبو العلياء محمد بن أبي الفضل جعفر بن علي بن أبي الطاهر الحسن بن أحمد بن محمد بن الحسن بن محمد بن الحسن بن بن الحسين بن حمزة قنارة بن محمد قنارة بن إسحاق بن محمد بن سليمان بن داود بن الحسن المثنى بن الإمام الحسن المجتبى بن علي بن أبي طالب .

## مولده
ولد ونشأ في قرية سمهود في عام 844 هـ.

## حياته
كان والده رجل علم فقرأ عليه القرآن الكريم وحفظه وحفظ بعض كتب المتون ثم قرأ عليه عدداً من كتب الحديث الشريف. وعندما بلغ مرحلة الشباب انتقل إلى القاهرة فدرس على عدد من علمائها.
وفي سنة 873 هـ رحل إلى المدينة المنورة وقرأ على عدد من الشيوخ في المسجد النبوي ونال الإجازة منهم وتصدر للتدريس في إحدى الحلقات فدرس الفقه والحديث. ثم رحل إلى مكة المكرمة وأقام فيها مدة من الزمن ودرس في المسجد الحرام وزار بيت المقدس وأقام فيه لبعض الوقت ثم عاد إلى المدينة المنورة وتزوج من إحدى العائلات المقيمة فيها واستقر بها بقية عمره يدرس في المسجد النبوي.

## مؤلفاته
ألف في الفقه والحديث والتاريخ واهتم بتاريخ المدينة المنورة،
- وفاء الوفا بأخبار دار المصطفى ويعد هذا الكتاب من أشهر مؤلفاته، وهو كتاب مهم جداً في دراسة معالم المدينة المنورة الطبيعية والعمرانية والجغرافية وكذلك لتوسعه وتدقيقه وشموله على ما كتبه أسلافه. وقد طبع الكتاب في أربعة أجزاء.
- خلاصة الوفا بأخبار دار المصطفى وطبع في مجلد واحد، وهو اختصار لكتابه: وفاء الوفا بأخبار دار المصطفى.
- ورود السكينة على بُسُط المدينة.

ومن مؤلفاته الأخرى:
- جواهر العقدين في فضل الشرفين.
- الإفصاح في مناسك الحج.
- أمنية المعتنين بروضة الطالبين.

كما أن له مؤلفات أخرى ذهبت في حريق المسجد النبوي الذي شب في المسجد النبوي عام 886 هـ وكان وقتها مسافراً إلى مكة واضطر إلى كتابة بعض مؤلفاته مرة ثانية.

### قائمة بمؤلفات السمهودي المطبوعة والمخطوطة والمفقودة
المصدر :
1. جواهر العقدين في فضل الشرفين. أي : شرف العلم والنسب. مطبوع.
2. أربعون حديثًا في فضل الرمي بالسهام. مخطوط.
3. الأنوار السنية في أجوبة الأسئلة اليمنية. مخطوط.
4. إيضاح البيان لما أراده الحُجة – أي:الغزالي- مِنْ ليس بالإمكان أبدع مما كان. مخطوط.
5. تحفة الراغبين في تحرير منهاج الطالبين.في الفقه. مخطوط.
6. تحقيق المقالة في عموم الرسالة. مخطوط.
7. تخميس مثلث قطرب. مخطوط.
8. الثمار اليوانع على جمع الجوامع، للمحلي.في الفقه. مخطوط.
9. الجوهر الشفاف في فضائل الأشراف. مخطوط.
10. اقتضاء الوفاء بأخبار دار المصطفى ﷺ مفقود.
11. إكمال المواهب، وهو ذيل على المواهب. في الفقه. مخطوط.
12. أمنية المعتنين بروضة الطالبين.في الفقه. مخطوط.
13. الانتصار لبُسُط روضة المختار. مفقود.
14. تحرير العبارة في بيان موجب الطهارة.في الفقه. مفقود.
15. حاشية شرح العقائد. مفقود.
16. حواشي على الدميري. مفقود.
17. الحِكَم العشرة في مقابلة شم الطيب بسؤال المغفرة. مفقود.
18. ختم البخاري ومسلم. مفقود.
19. ختم منهاج الطالبين. مفقود.
20. خلاصة الوفاء بأخبار دار المصطفى ﷺ . مطبوع.
21. درر السُمُوط فيما للوضوء من الشروط.في الفقه. مطبوع.
22. دفع التعرض والإنكار لبُسُط روضة المختار ﷺ . مفقود.
23. ذروة الوفاء بمايجب لحضرة المصطفى ﷺ . مطبوع.
24. رسالة في حكم الإحصار في الحج.في الفقه. مخطوط.
25. زاد المسير لزيارة البشير. مفقود.
26. شرح الباب الأخير من ابن ماجه. أو ختم ابن ماجه . مفقود.
27. شرح مثلث قطرب. مخطوط.
28. شفاء الأشواق لحكم مايكثر بيعه في الأسواق . سجل كبحث تكميلي في كلية الشريعة بجامعة الإمام محمد بن سعود الإسلامية في قسم الفقه.
29. طيب الكلام بفوائد السلام.في الفقه. مطبوع.
30. العقد الفريد في أحكام التقليد.في أصول الفقه. مطبوع.
31. الإيضاح في شرح المناسك, للنووي.في الفقه. مفقود.
32. الغماز على اللماز. وهو في الأحاديث الضعيفة والموضوعة. مطبوع.
33. فتاوى. تحت الطبع.
34. الفوائد الجمة في المسائل الثلاث المهمة.وهو في مسائل الحلف بالطلاق.في الفقه. مخطوط.
35. قصائد نبويات. مفقود.
36. القول المستجاد في شرح كتاب أمهات الأولاد.في الفقه. مخطوط.
37. كشف الجلباب والحجاب عن القدوة في الشباك والرحاب. مخطوط.
38. كشف المغطى في شرح الموطا. مفقود.
39. المحرر من الآراء في حكم الطلاق بالإبراء.في الفقه. حُقق كبحث تكميلي في المعهد العالي للقضاء, 1430هــ، للطالب : راشد بن إبراهيم الورقان .
40. مسودة شرح الورقات.في أصول الفقه. مفقود.
41. مصابيح القيام في شهر الصيام.في الفقه. مفقود.
42. المقالات المسفرة عن دلائل المغفرة. في الفقه. مطبوع.
43. الموارد الهنية في مولد خير البرية. مخطوط.
44. المواهب الربانية في وقف العثمانية. مفقود.
45. مواهب الكريم الفتاح في المسبوق المشتغل بالاستفتاح.في الفقه. مخطوط.
46. نبذة من كتاب جواهر العقدين في فضل الشرفين.مخطوط.
47. نصيحة اللبيب في مرأى الحبيب. مطبوع.
48. النصيحة الواجبة القبول في بيان موضع منبر الرسول ﷺ . مفقود.
49. ورود السكينة على بُسُط المدينة. مخطوط.
50. وفاء الوفا بأخبار دار المصطفى ﷺ . مطبوع.

## وفاته
توفي في عام 911 هـ.